# Hélène Rioux (historienne)
Pour les articles homonymes, voir Hélène Rioux et Rioux.
Hélène Rioux (1936-2002) est une historienne française.

## Biographie
Fille de libraires installés boulevard de Clichy à Paris, Hélène Rioux naît Hélène Marthe Yvette Cassagne le 13 mai 1936 dans le 14e arrondissement de Paris. Elle passe une partie des années de guerre en Lozère, à Mende, puis fait ses classes au lycée Jules-Ferry.
Imprégnée du catholicisme du Sillon, elle appartient à la branche jeune du Mouvement républicain populaire (MRP) et à la Confédération française démocratique du travail (CFDT). À la Sorbonne, elle milite au Groupe des étudiants en histoire (GEH), opposée à la guerre d'Algérie. Certifiée (1962) puis agrégée d'histoire (1963), elle obtient en 1978 un diplôme d'études approfondies en histoire contemporaine,.
Elle est professeur d'histoire dans le secondaire — notamment à Chartres — pendant sept ans, puis en hypokhâgne et khâgne dans plusieurs lycées parisiens : Jules-Ferry (1970-1980), Lycée Claude-Monet (1980-1983), Fénelon (1983-1988), et enfin Henri-IV, où elle succède à Dominique Borne (1988-1999). Disciple de Marc Bloch, elle fait notamment découvrir à ses élèves l'« histoire culturelle » et l'« histoire politique ».
Elle meurt le 18 mai 2002 à Clichy. Elle repose au cimetière de Montmartre.
Elle est chevalier des Palmes académiques 

### Vie personnelle
Épouse de Jean-Pierre Rioux, elle est la mère de Rémy Rioux et d'Emmanuelle Rioux.